# Breitendelle
Breitendelle (auch Breidendelle) ist eine untergegangene Siedlungsstätte der heutigen Stadt Battenberg (Eder) im Landkreis Waldeck-Frankenberg in Hessen.

## Lage
Der Ort lag östlich von Alertshausen. Über die Hohe Warte Richtung dem heutigen Gehöft Binsenbach in einem Seitental. Die Siedlungsstelle existiert noch unter dem Flurnamen em Brehredoal (im Breitental) weiter.

## Geschichte
Erstmals urkundlich erwähnt wurde der Ort im Jahre 1059. In diesem Jahr gehörte die villa (Landhaus) Breidendelle zur Pfarrei Elsoff.  Der adlige Grundherr Buobo von Elsoff vollzog in diesem Jahr die Abspaltung von der raumländischen Mutterkirche. Um in Elsoff die Messe, Taufe und die Fürbitte der Verstorbenen abhalten zu dürfen, übertrug er der Kirche zu Raumland einen Teil seiner Ländereien. In der dazugehörenden Urkunde tauchen die Ortschaften Schwarzenau, Beddelhausen, Elsoff und Alertshausen auf. Ebenfalls finden sich die wüst gewordenen Dörfer, Gospershausen, Oberruhn und Leinefa wieder. Wann der Ort aufgegeben wurde, kann nicht genau gesagt werden. Aufgegeben wurde der Ort höchstwahrscheinlich aufgrund der Höhenlage und des damit verbundenen Wassermangels.